# توني هدسون
توني هدسون (بالإنجليزية: Toni Hudson)‏ هي ممثلة أمريكية، ولدت في 9 نوفمبر 1960 في فورت وورث في الولايات المتحدة.

## أعمال

### أفلام
- (1984) أماكن في القلب

## وصلات خارجية
- توني هدسون على موقع IMDb (الإنجليزية)
- توني هدسون على موقع ألو سيني (الفرنسية)
- توني هدسون على موقع أول موفي (الإنجليزية)
- توني هدسون على موقع قاعدة بيانات الأفلام السويدية (السويدية)
- توني هدسون على موقع قاعدة بيانات الفيلم (الإنجليزية)